# 4-氨基乙酰苯胺
4-氨基乙酰苯胺（英語： 或 paracetamin，也称为对氨基乙酰苯胺）是一种有机化合物，化学式C8H10N2O，是氨基乙酰苯胺的三种同分异构体之一，是许多β-内酰胺等杂环化合物合成的中间体。